# Cowsay
Cowsay est un programme qui crée des dessins ASCII d'une vache avec un message        fourni par l'utilisateur. On peut aussi créer des dessins d'autres animaux. Il y a un programme lié qui s'appelle cowthink et qui remplace les bulles de paroles par des bulles de pensées.
Des versions de Cowsay existantes permettent de produire des variantes de vaches, avec différents types d'yeux, et ainsi de suite. Elles sont quelques fois utilisées sur l'irc et dans les documentations de logiciels. C'est plus ou moins une blague de la culture hacker, mais elle est répandue depuis tellement longtemps que c'est utilisé un peu partout.
Cowsay est écrit en langage de programmation Perl, et ainsi facilement adaptable aux tâches système d'un Unix pour informer les utilisateurs que leur espace personnel est plein, qu'ils ont des courriers, etc. De plus, il est assez adaptable aux Common Gateway Interface.

## Example
```
[user@hostname ~]$ 
cowsay
 
"Bonjour, Wikipédia!"

 _____________________

< Bonjour, Wikipédia! >

 ---------------------

        \   ^__^

         \  (oo)\_______

            (__)\       )\/\

                ||----w |

                ||     ||

```

Une de ses utilisations habituelles consiste à rediriger la sortie standard d'une commande Unix telle que fortune vers la commande cowsay à l'aide d'un pipe:
```
[user@hostname ~]$ 
fortune
 
|
 
cowsay

 ______________________________________

/ You will live a long, healthy, happy \

\ life and make bags of money.         /

 --------------------------------------

        \   ^__^

         \  (oo)\_______

            (__)\       )\/\

                ||----w |

                ||     ||

```